# Biserica „Toți Sfinții” din Cetireni
Biserica „Toți Sfinții” este o biserică amplasată în Cetireni, raionul Ungheni, Republica Moldova. Este un monument arhitectural și de artă de importanță națională inclus în Registrul monumentelor Republicii Moldova ocrotite de stat cu nr. 1602 (raionul Ungheni). Datează din 1833.